# Gustaf Nyblæus (1907–1988)
Gustaf Nils Arvid Nyblæus, född den 11 december 1907 i Skövde, död den 21 februari 1988 i Strängnäs, var en svensk militär.

## Biografi

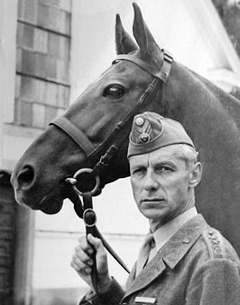
Gustaf Nyblæus (1950-talet)

Nyblæus avlade officersexamen den 10 maj 1929 och blev samma år fänrik vid Livregementet till häst (K 1). Han befordrades 1931 till underlöjtnant och 1933 till löjtnant. Han blev därefter ryttmästare 1940 vid K 1 och kapten i generalstaben (GS) 1944. Han blev 1946 ryttmästare i kavalleriet och placerades vid K 1 för att 1947 bli major i armén och 1949 i kavalleriet och senare samma år sekundchef för Livgardesskvadronen. År 1952 blev han överstelöjtnant vid Norrbottens regemente (I 19) och året därpå överstelöjtnant i kavalleriet och chef för Ridskolan (RS). Nyblæus blev 1959 överste i armén och försvarsområdesbefälhavare i Strängnäs försvarsområde (Fo 43). Han erhöll avsked 1971.
Han studerade vid Ridskolan 1929–1930 och 1931–1932 samt på Krigshögskolan (KHS) 1940–1942 samt deltog i kompaniofficerskurs vid Infanteriets stridsskola (InfSS) 1935 och på Försvarshögskolan 1960. Han var ordförande eller medlem av domarkollegiet i fälttävlan och/eller dressyr vid flera olympiska spel, Rom 1960, Tokyo 1964, Mexico City 1968, München 1972, Montreal 1976 och Moskva 1980, samt även i de flesta världsmästerskapen och europamästerskapen under perioden 1955-1982. Nyblæus var även nordisk mästare i dressyr (lag) 1937 samt i banhoppning och fälttävlan 1939.
Nyblæus är begravd på Åkers kyrkogård.

## Familj
Gustaf Nyblæus var son till kavalleriinspektören generalmajor Gustaf Nyblæus och Jeanne Podhorsky samt gifte sig första gången med grevinnan Dagmar Lilly Agnes Hamilton, senare statsfru, som var dotter till överstelöjtnanten greve Gustaf Henning Adolf Hamilton och Thyra von Blixen-Finecke. Efter skilsmässa gifte han om sig 1951 med grevinnan Louise Emilia Märta Marianne Gyldenstolpe, som var dotter till greve Nils Gustaf Fersen Gyldenstolpe och Sofia Margareta Emilia Heijkenskjöld. Han fick två barn i första äktenskapet.

## Utmärkelser
Nyblæus utmärkelser i urval.
- Kommendör av 1:a klassen av Kungliga Svärdsorden
- Hemvärnets kungliga förtjänstmedalj i guld
- Svenska Försvarsutbildningsförbundets förtjänstmedalj i guld
- Riksförbundet Sveriges lottakårers kungliga förtjänstmedalj i guld
- Sveriges Bilkårers Riksförbunds kungliga medalj i guld